# Craig Rowland
Craig Rowland (* 30. Juni 1971) ist ein ehemaliger australischer Squashspieler.

## Karriere
Craig Rowland begann Anfang der 1990er-Jahre seine Karriere auf der PSA World Tour, auf der er bis zu seinem Rücktritt sechs Titel gewann. Seine beste Platzierung in der Weltrangliste erreichte er im November 1996 mit Rang sieben. Zu seinen größten Erfolgen zählt die Goldmedaille 1998 im Mixed bei den Commonwealth Games an der Seite von Michelle Martin. Ein Jahr zuvor wurde er gemeinsam mit Dan Jenson Vizeweltmeister im Doppel. Im Endspiel unterlagen sie Chris Walker und Mark Cairns aus England. Mit der australischen Nationalmannschaft nahm er 1995 und 1997 an der Weltmeisterschaft teil.

## Erfolge
- Vizeweltmeister im Doppel: 1997 (mit Dan Jenson)
- Gewonnene PSA-Titel: 6
- Commonwealth Games: 1 × Gold (Mixed 1998)